# Bliedersdorf
Bliedersdorf é um município da Alemanha localizado no distrito de Stade, estado da Baixa Saxônia.
Pertence ao Samtgemeinde de Horneburg.